# NGC 150
NGC 150 (ook wel PGC 2052, ESO 410-19, MCG -5-2-18, UGCA 7, AM 0031-280 of IRAS00317-2804) is een balkspiraalstelsel in het sterrenbeeld Beeldhouwer. In NGC 150 werd in 1990 de supernova SN 1990k gezien.
NGC 150 werd op 20 november 1886 ontdekt door de Amerikaanse astronoom Lewis A. Swift.